# Salkhit
Salkhit (tiếng Mông Cổ: Салхит, nhiều gió) là một khu dân cư ở sum Khongor của tỉnh Darkhan-Uul ở miền bắc Mông Cổ. 

## Địa lý
Salkhit nằm trên sông Kharaa (một nhánh của sông Orkhon), cách trung tâm sum Khongor 13 km về phía nam, và cách tỉnh lị Darkhan 33 km về phía nam.

## Kinh tế
Salkhit là ga đường sắt nơi tuyến Salkhit - Erdenet dài 164 km bắt đầu. Đường ray được xây dựng cho thành phố sản xuất đồng Erdenet vào năm 1975, với sự hỗ trợ của Liên Xô. Ở đây còn có một ngân hàng.

## Môi trường
Salkhit được biết đến bởi các tua-bin gió và có trang trại gió đầu tiên tại Mông Cổ. Dự án bắt đầu hoạt động vào tháng 6 năm 2013.